# FC Deutschkreutz
Der FC Deutschkreutz ist ein Fußballklub aus der burgenländischen Marktgemeinde Deutschkreutz in Österreich, unweit der ungarischen Grenze. Derzeit spielt der FCD (Kurzform) in der Landesliga im Burgenland, dabei handelt es sich um die vierthöchste Spielklasse Österreichs. Der Klub wurde 1984 gegründet und die Vereinsfarben sind rot-schwarz.

## Geschichte
Der FC Deutschkreutz wurde am 15. Juni 1984 gegründet. Er entstand nach einer Fusion der beiden Deutschkreutzer Fußballvereine ASKÖ Deutschkreutz und SV Deutschkreutz.
Der Fußball in Deutschkreutz ist aber um einiges älter. Der erste Fußballklub wurde am 1. Mai 1924 gegründet und trug den Namen 1. Deutschkreutzer Sportclub. 1928 wurde mit dem SV Rapid Deutschkreutz ein zweiter Verein in der mittelburgenländischen Marktgemeinde aus der Taufe gehoben. Im Jahr 1934 fusionierten die beiden Klubs zum SC Rapid Deutschkreutz. Während des Zweiten Weltkriegs wurde bei beiden Vereinen der Spielbetrieb eingestellt.
Da Deutschkreutz zu den burgenländischen jüdischen Siebengemeinden gehörte, gab es vor dem Krieg auch den Fußballverein Hakoah Deutschkreutz.
Schon 1945 wurde mit dem SV Deutschkreutz ein neuer Klub gegründet. Da es sehr viele Fußballtalente gab, gesellte sich 1952 auch der ASKÖ Deutschkreutz zum Vereinsleben von Deutschkreutz. Die beiden Mannschaften erzielten viele Erfolge im Burgenland. Der SV Deutschkreutz schaffte 1965 den Aufstieg in die Regionalliga Ost. Nach nur einer Saison in der dritthöchsten Spielklasse ging es wieder zurück in die Landesliga Burgenland. Im entscheidenden Spiel gegen den SC Eisenstadt setzte es eine Niederlage. Gerüchte besagen, dass der damalige Deutschkreutz-Trainer und der Topstürmer der Deutschkreutzer schon einen Vorvertrag bei den Eisenstädtern unterzeichnet hatten und deshalb eher halbherzig zur Sache gingen.
Das wichtigste Spiel in den Zeiten der beiden Vereine war natürlich das Deutschkreutzer Derby, ein echtes Highlight im Bezirk Oberpullendorf. Es lag immer sehr viel Brisanz in den Spielen, denn häufig kam es vor, dass Brüderpaare als erbitterte Rivalen aufeinandertrafen. Bei den Fanlagern spalteten sich natürlich auch die Meinungen. Ein weiteres ewig brisantes Duell ist auch das „Blaufränkisch Derby“ gegen Horitschon.
Aus personellen und finanziellen Problemen beider Vereine zu Beginn der 1980er Jahre wurde der Ruf nach einer Fusion immer lauter. Nach langen Verhandlungen kam es am 15. Juni 1984 zu einem Zusammenschluss und damit zur Gründung des FC Deutschkreutz. Im Jahr 2014 unter der Regie von dem Trainerduo Maurizio Zoccola und Alfred Wagentristl gelang dem Verein der Aufstieg in die höchste Amateurliga des Burgenlandes.
Nachdem in der Saison 2014/15 mit dem 12. Rang eigentlich ein Abstiegsplatz belegt worden war, legte der Verein Berufung gegen den Abstieg von vier Vereinen in die II. Liga ein. Diesem Einspruch wurde vom Burgenländischen Fußballverband stattgegeben, sodass der FC Deutschkreutz in der Landesliga verbleiben durfte.

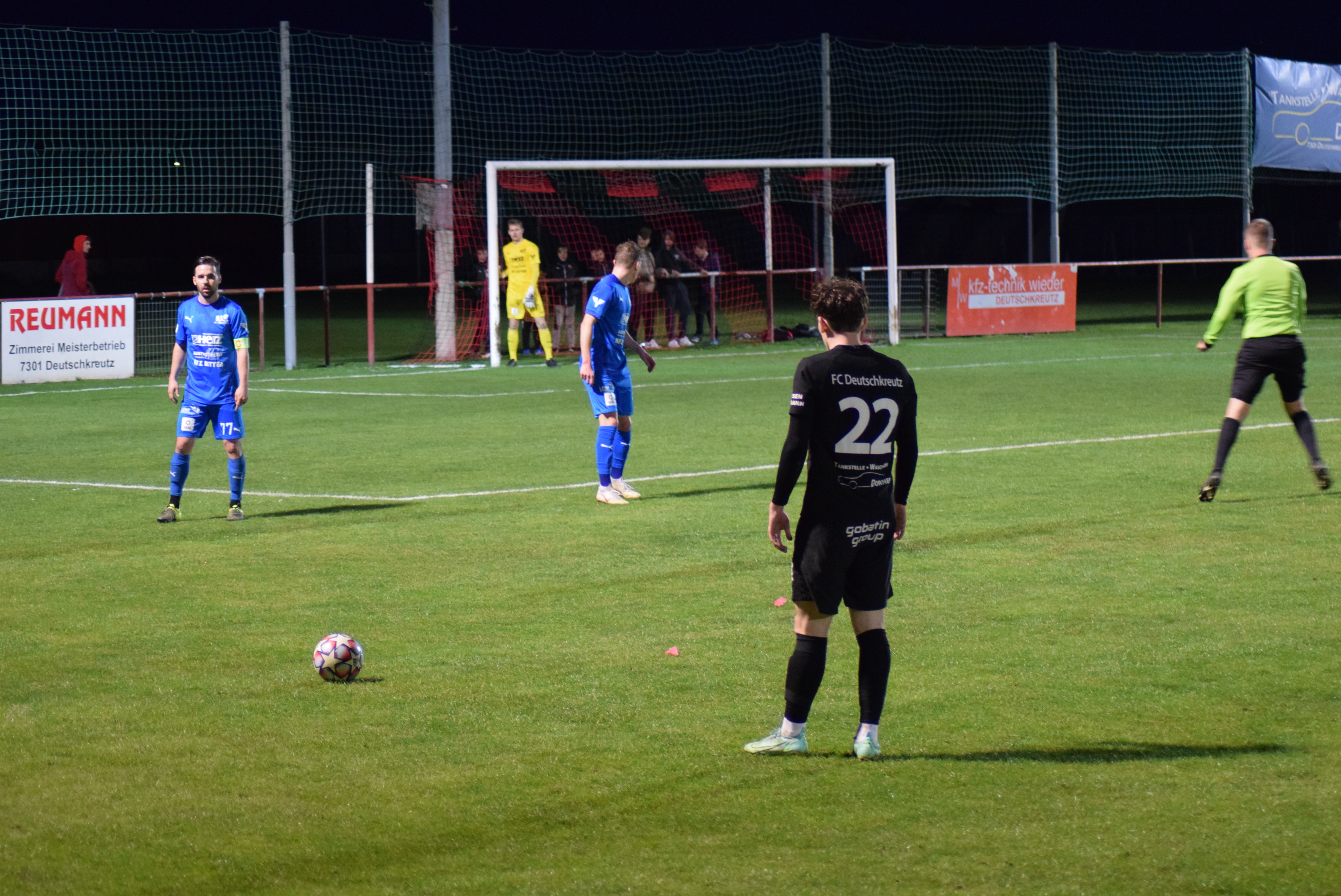
David Thumberger beim Freistoß (Saison 2021/2022)
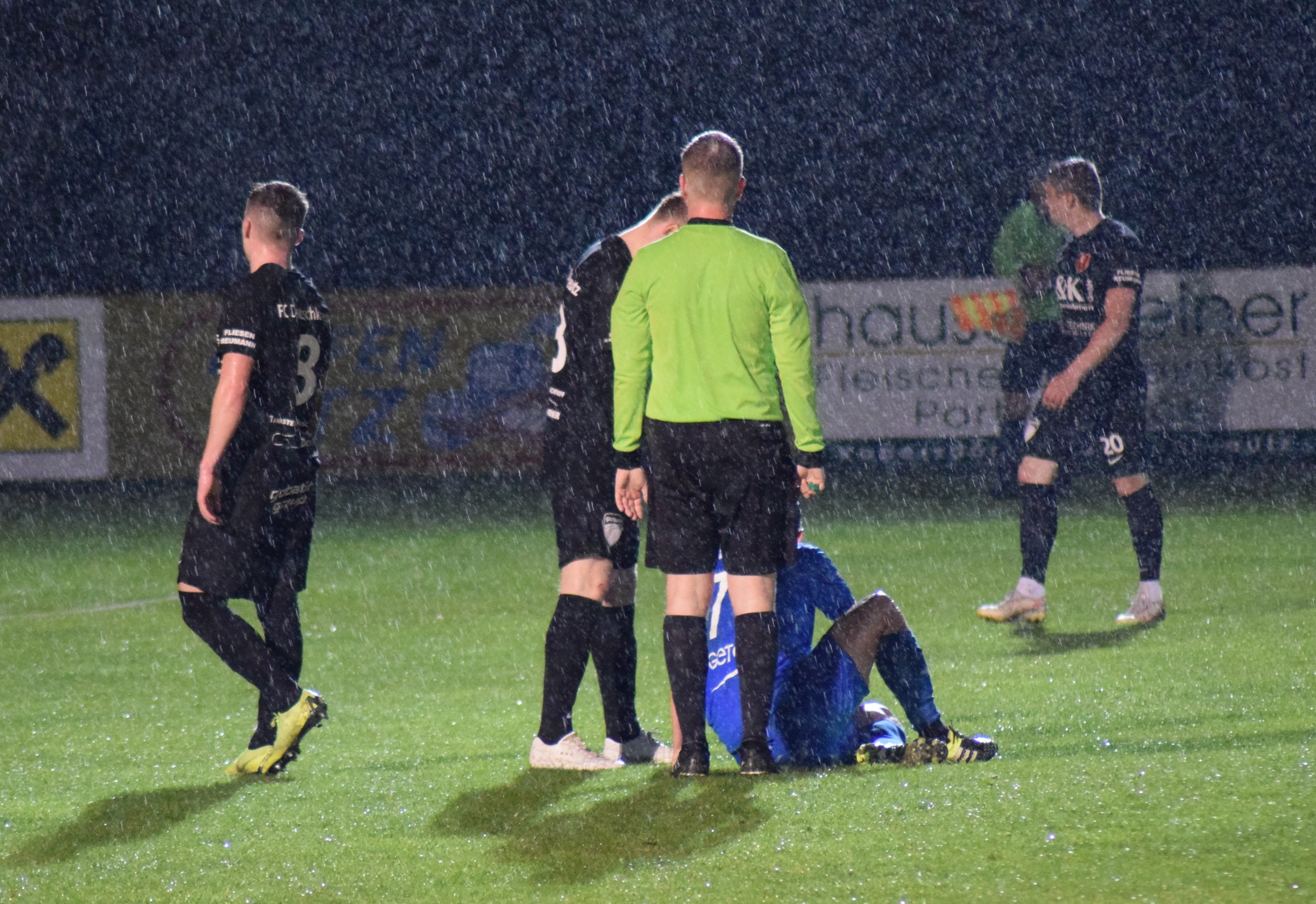
Meisterschaftsspiel gegen SC Pinkafeld (Saison 2021/2022)
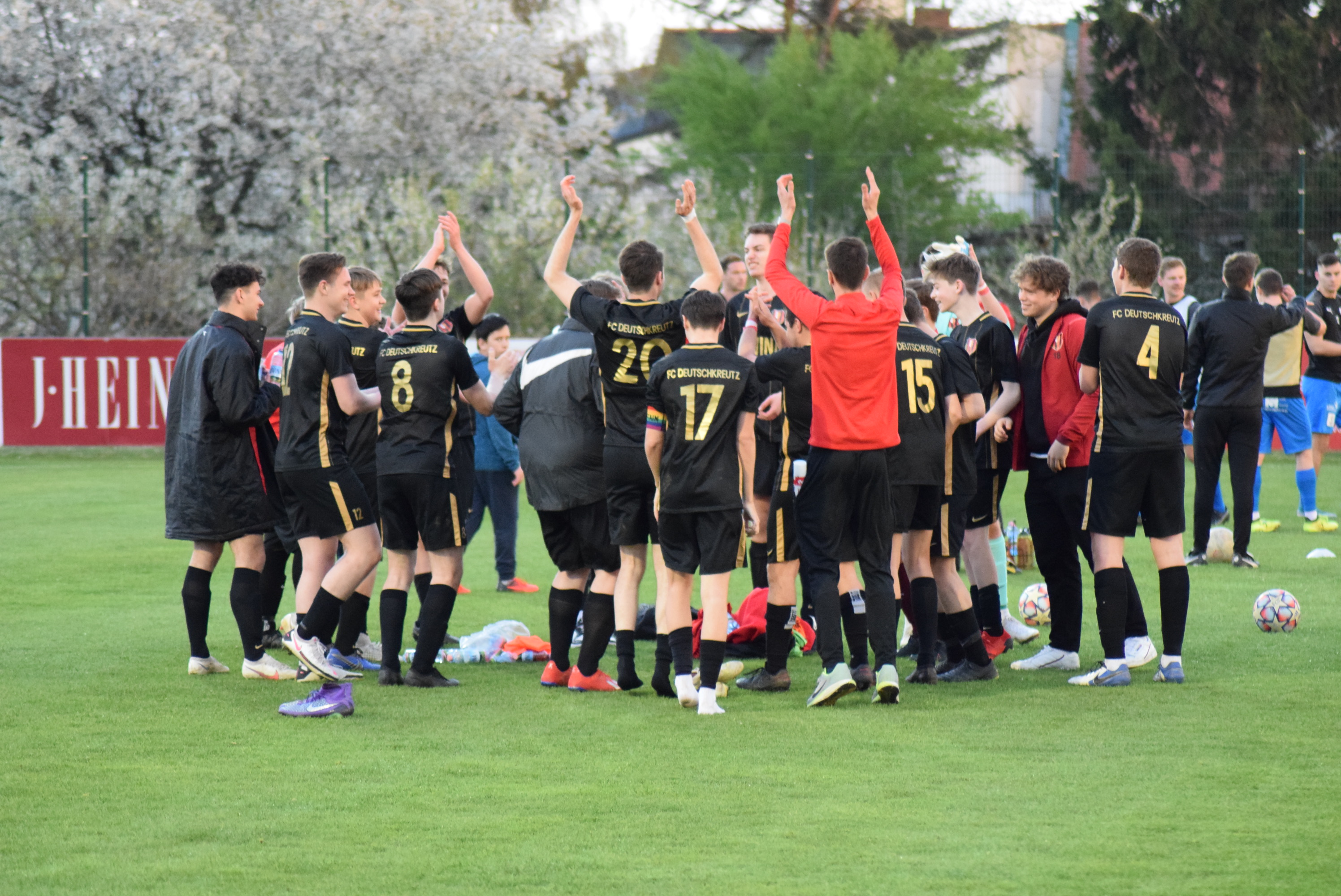
U23 feiert Sieg gegen SC Pinkafeld (Saison 2021/2022)